# Birgit Finnilä
Birgit Marianne Finnilä, född den 20 januari 1931 i Sibbarp, Hallands län, är en svensk konsert- och operasångerska (alt/kontraalt). Finnilä är invald som ledamot av Kungliga Musikaliska Akademien.
Finnilä har studerat för Ingalill Lindén i Göteborg och för Roy Henderson vid Royal Academy of Music i London. Efter en framgångsrik debut i Göteborg 1967 som Orfeus på Stora Teatern har hon vunnit internationell berömmelse för sina tolkningar av Bach, Bruckner, Mahler och Wagner. Hon har främst framträtt vid festspel, bland annat på La Scala och operorna i München och Paris. Hon har sjungit under dirigenter som Abbado, Solti, Leinsdorf, Karajan, Barenboim, Kubelik, Gardiner, Negri, Mackerras, Barbirolli och Sergiu Comissiona.
Konsertframträdanden har varit Birgit Finniläs huvudsakliga område, men hon har också med framgång medverkat i operor av bland andra Britten (Lucretia), Gluck och Mozart.
Hon har även medverkat vid skivinspelningar för bland annat EMI, till exempel som Marcellina i Figaros bröllop samt i Bruckners Te deum och Sjostakovitj Lady Macbeth från Mtsensk. Flera inspelningar med musik av Bach har även gjorts för Erato Records, bland annat Matteuspassionen och Johannespassionen, en inspelning med Schumanns Frauenliebe und Leben för Swedish Society Discofil samt en lp med Mahlersånger för Bluebell Records. En inspelning av Vivaldis Juditha triumphansför Philips har prisbelönats internationellt.

## Diskografi
- Så gott som fullständig diskografi finns i Finnilä-Ekers biografi, se ovanför under Källor.